# Nurallao
Nurallao (en sardo: Nuràdda) es un municipio de Italia de 1.431 habitantes en la provincia de Cerdeña del Sur, región de Cerdeña. Está situado a 60 km al norte de Cagliari.
Situado en la subregión del Sarcidano, su economía se sustenta en la agricultura, ganadería, y artesanía. Entre los lugares destacados se encuentra la "Funtana Is Arinus", así como los diversos lugares que evidencian el testimonio arqueológico, como la tumba megalítica de Aiòdda.

## Evolución demográfica
| Gráfica de evolución demográfica de Nurallao entre 1861 y 2001 |
|                                                                |
| Fuente ISTAT - Elaboración gráfica de Wikipedia                |